# 東方顥
东方颢（？—？），唐朝經學家、儒学学者。

## 生平
东方颢原为翰林供奉。开元初年，监察御史趙冬曦、秘书少监贺知章、校书郎孫季良、大理评事咸廙業入集贤院脩撰。将仕郎王嗣琳、四门助教范仙厦为校勘，翰林供奉呂向、东方颢为校理。唐玄宗以張說、徐堅、贺知章、趙冬曦、馮朝隱、康子元、侯行果、韋述、敬會真、趙玄默、毋煚、呂向、咸廙業、李子釗、東方顥、陸去泰、余欽、孫季良为十八學士。东方颢上书忤旨，左迁高安（今江西省高安市）县丞。。